# Ingubbio
L'ingubbio nero, detto impropriamente vernice, è un preparato a base di argilla utilizzato per decorare i vasi nel mondo greco antico. 
I vasi greci non venivano infatti decorati con semplice vernice ma con un sottilissimo strato di argilla raffinata, purificata e decantata contenente ferro; durante il complesso processo di cottura del vaso nel forno il ferro si ossida e l'ingubbio assume il caratteristico aspetto lucido che contraddistingue le forme vascolari greche.

## Difetti di raffinazione e di cottura
Si nota su alcuni vasi restituiti da numerosi siti archeologici che talvolta la superficie del vaso non riflette la luce proiettata su di esso (come di norma dovrebbe accadere); se ciò si verifica è evidente che l'argilla alla base dell'ingubbio non è stata raffinata a sufficienza o che il processo di decantazione non è avvenuto correttamente.
In altri casi invece la decorazione appare scolorita, quasi marrone; ciò è dovuto al fatto che al preparato a base di argilla è stata addizionata una dose eccessiva di acqua. Tale difetto è detto di cottura poiché si genera mentre il vaso è nel forno.
Vasi che presentano questo genere di difetti vengono detti in gergo "correnti" per il fatto di essere venduti, nell'antichità, ad un prezzo relativamente basso e destinati a un pubblico che non poteva permettersi vasi più finemente decorati.  